# 大义公主
大义公主，宇文氏，北周赵王宇文招之女，原封千金公主。才貌双全，出嫁突厥沙钵略可汗。北周灭亡后，隋文帝杨坚为了通过千金公主笼络突厥，赐公主杨姓，编入杨家宗谱，改封“大义公主”。
589年，隋灭南陈后，隋文帝将陈后主宫中一架屏风赐与大义公主。大义公主由此联想北周王朝写下伤感诗篇：
“盛衰等朝暮，世道若浮萍。荣华实难守，池台终自平。富贵今何在？空事写丹青。杯酒恒无乐，弦歌讵有声！余本皇家子，漂流入虏廷。一朝睹成败，怀抱忽纵横。” 
隋文帝得知后，担心大义公主会带来麻烦，就一心想将她致死。在突厥首领染干求婚之时，隋文帝让裴矩告知如果他能杀死大义公主就同意将隋朝公主婿配给他。597年，染干杀死大义公主后，隋文帝按事先的约定将安义公主嫁给染干。 